# Triberger Wasserfälle
Die bei Triberg im Schwarzwald gelegenen Triberger Wasserfälle gehören mit ihren insgesamt 163 Metern Fallhöhe zu den höchsten und bekanntesten Wasserfällen Deutschlands. Nachdem die Gutach sich aus den Bächen der vielen Muldentäler der Schönwalder Hochfläche formiert hat, stürzt sie über mächtige Granitstufen in einen bewaldeten Talkessel, der sich unmittelbar in die Ortsmitte von Triberg öffnet. Die Triberger Wasserfälle gliedern sich in zwei Kaskadengruppen: Die oberen Fälle mit drei Hauptstufen fallen von 872 m auf 856 m ü. NHN. Nach einem steilen Sturzbachabschnitt folgen die bekannten siebenstufigen Hauptfälle, die auf einer Laufstrecke von ca. 230 Metern von etwa 805 m auf 713 m ü. NHN abstürzen.
Auf zum Teil gut ausgebauten, asphaltierten Wegen mit zwei Holzbrücken kann man die variationsreichen Abstürze erwandern. Sie sind bis 22:00 Uhr beleuchtet, auch im Winter teilweise begehbar und bieten einen besonderen Anblick, wenn die Fälle vereist sind. Sie haben fünf Eingänge: im Stadtzentrum direkt an der B 500, am Bergsee, am Scheffelplatz, auf der Adelheid und hinter der Asklepios-Klinik.
Die Wasserfälle sind als Geotop sowie mit ihrer Umgebung als Landschaftsschutzgebiet Triberger Wasserfälle und Prisenbach ausgewiesen.

## Entstehung

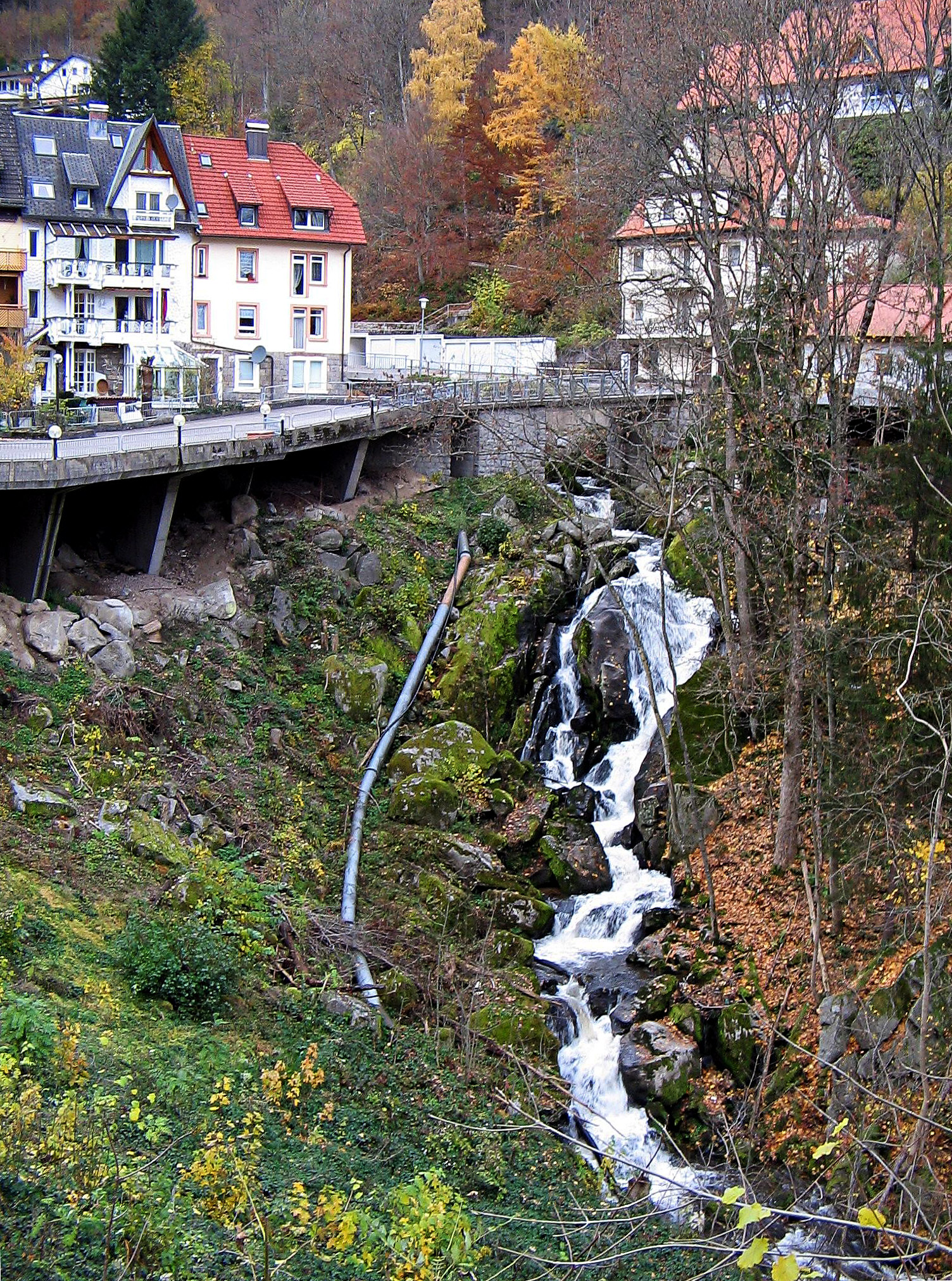
Wasserfall der Schonach in den Triberger Talkessel

Der Triberger Wasserfallkessel liegt, zusammen mit dem benachbarten Bergsee, in einer Reihe eiszeitlicher Karformen, die in typischer Weise in den nordöstlichen Abhang der Schönwalder Hochfläche eingetieft sind. Dieser steile, in Triberg Wasserfallberg genannte Abhang gehört zu einer ausgeprägten, geradlinigen Talung (typisch für die Zerrüttungszone einer Verwerfung), die quer zur nordöstlichen Fließrichtung der Gutach verläuft (Linie Schonach-Geutsche) und am Schnittpunkt mit der Gutach den Triberger Talkessel bildet. In diesen Talkessel stürzen ebenso wie die Gutach, wenn auch weniger spektakulär, die beiderseits einmündenden Bäche der querenden Talung, die Schonach (Gleitfall von 8 Metern Höhe) und der Prisenbach (kleine Kaskaden), beide inmitten städtischer Bebauung. Eine solche Situation mit zueinander gerichteten Talstufen ist typisch für eine Konfluenzstufe eiszeitlicher Gletscher. Die karartigen Formen einschließlich des Wasserfallkessels haben ihre letzte Überformung wahrscheinlich noch im Hochglazial der Würm-Eiszeit erhalten, die tiefer liegenden Talstufen nur in älteren, ausgedehnteren Vereisungen.
Einen wichtigen Beitrag zur Steilheit des Triberger Talkessels leistet auch die 1,5 km unterhalb der Wasserfälle querende Kesselberg-Verwerfung, die sich durch eine 50–100 m hohe Geländestufe abzeichnet und entsprechend auch das Gefälle der Gutach verstärkt hat.
Die recht unterschiedlichen Formen der Einzelstufen sind gut erkennbar vorgezeichnet durch das weitständige Kluftmuster im umgebenden sogenannten Triberger Granit. Die größeren der Kaskaden haben darüber hinaus eine gewisse Selbstverstärkungstendenz, da die Erosion in den Gumpen am Fuß solcher Stufen am stärksten wirkt.

## Wirtschaftliche und kulturelle Bedeutung

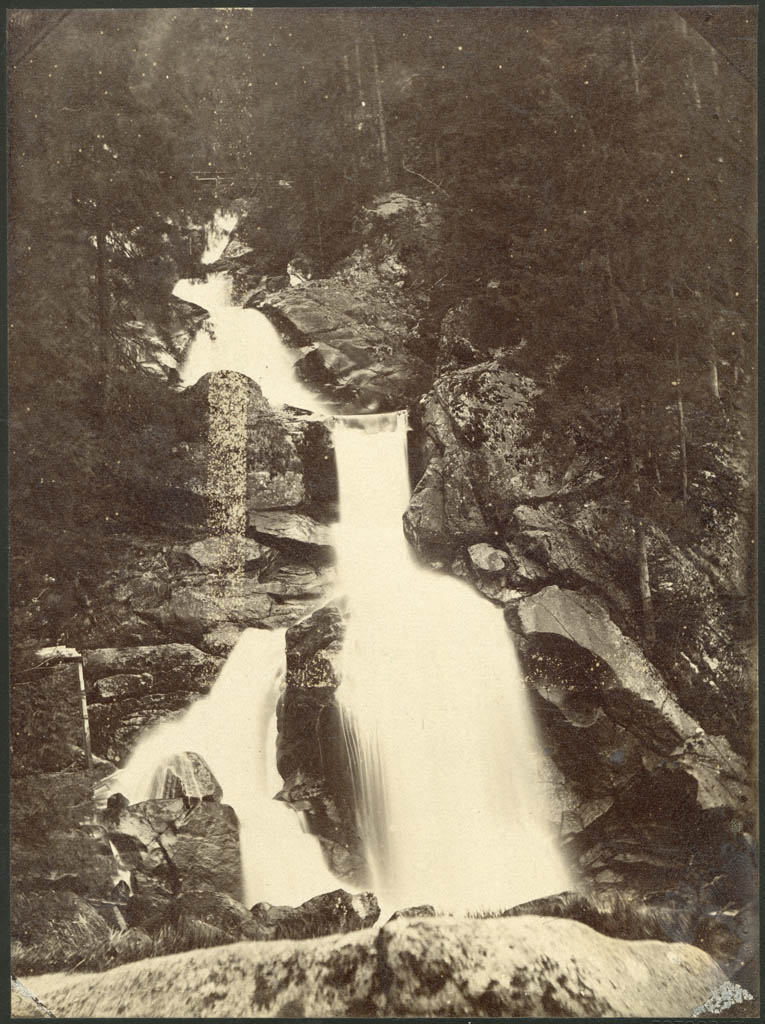
Fotografie des schwedischen Forschers Carl Curman (vor 1890)

Im Jahre 1805 wurden unter dem Obervogt Theodor Huber die Wasserfälle durch gesicherte Wege erschlossen.
Um die Mitte des 19. Jahrhunderts nahm der Wasserfalltourismus durch den Bau neuer Verkehrswege wie der Schwarzwaldbahn stark zu und überwog nunmehr den Anteil der traditionellen Triberger Marienwallfahrten.
Die Wasserkraft der Fälle war die Voraussetzung für das Wagnis der Stadt Triberg im Jahre 1884, als erste in Deutschland, eine elektrische Straßenbeleuchtung zu installieren. Auch heute noch wird oberhalb und unterhalb des Hauptfallbereichs das Gefälle hydroelektrisch genutzt.
Etwa 500.000 Ausflügler und Touristen aus dem In- und Ausland besuchen jedes Jahr die Triberger Wasserfälle. Der Eintritt ist kostenpflichtig (2024: 8 €). Der Kurzbesuchsverkehr zu den Fällen prägt wesentlich die örtliche Fremdenverkehrswirtschaft, eine Problematik, der seit langem zu begegnen versucht wird.
Von einer Illustrierten erhielten die Wasserfälle den Titel „Deutschlands schönstes Naturwunder“. Den Titel „Deutschlands höchste Wasserfälle“ beansprucht Triberg – zu Unrecht – seit langem, in Konkurrenz zu den „nur“ 97 Meter hohen Todtnauer Wasserfällen, die, ebenfalls sachlich falsch, als die höchsten Naturwasserfälle Deutschlands bezeichnet werden. Übertroffen wird die Höhe beider Wasserfälle allerdings durch den weniger bekannten und nur zu Fuß erreichbaren Röthbachfall am Obersee (südöstlich des Königssees), mit fast 470 Metern Deutschlands höchster Wasserfall, und etwa zehn weitere alpine Wasserfälle.
Die Triberger Fälle sind dennoch, wohl unstreitig, als die bekanntesten Wasserfälle Deutschlands zu bezeichnen. Sie haben, auch durch die Vielzahl künstlerischer Bearbeitungen ihres walddunklen romantischen Pathos (viele Bilder im Badischen Landesmuseum Karlsruhe) das deutsche Begriffsbild Wasserfall wesentlich mitgeprägt. Davon zehrt bis in die Gegenwart auch das überregionale touristische Marketing.

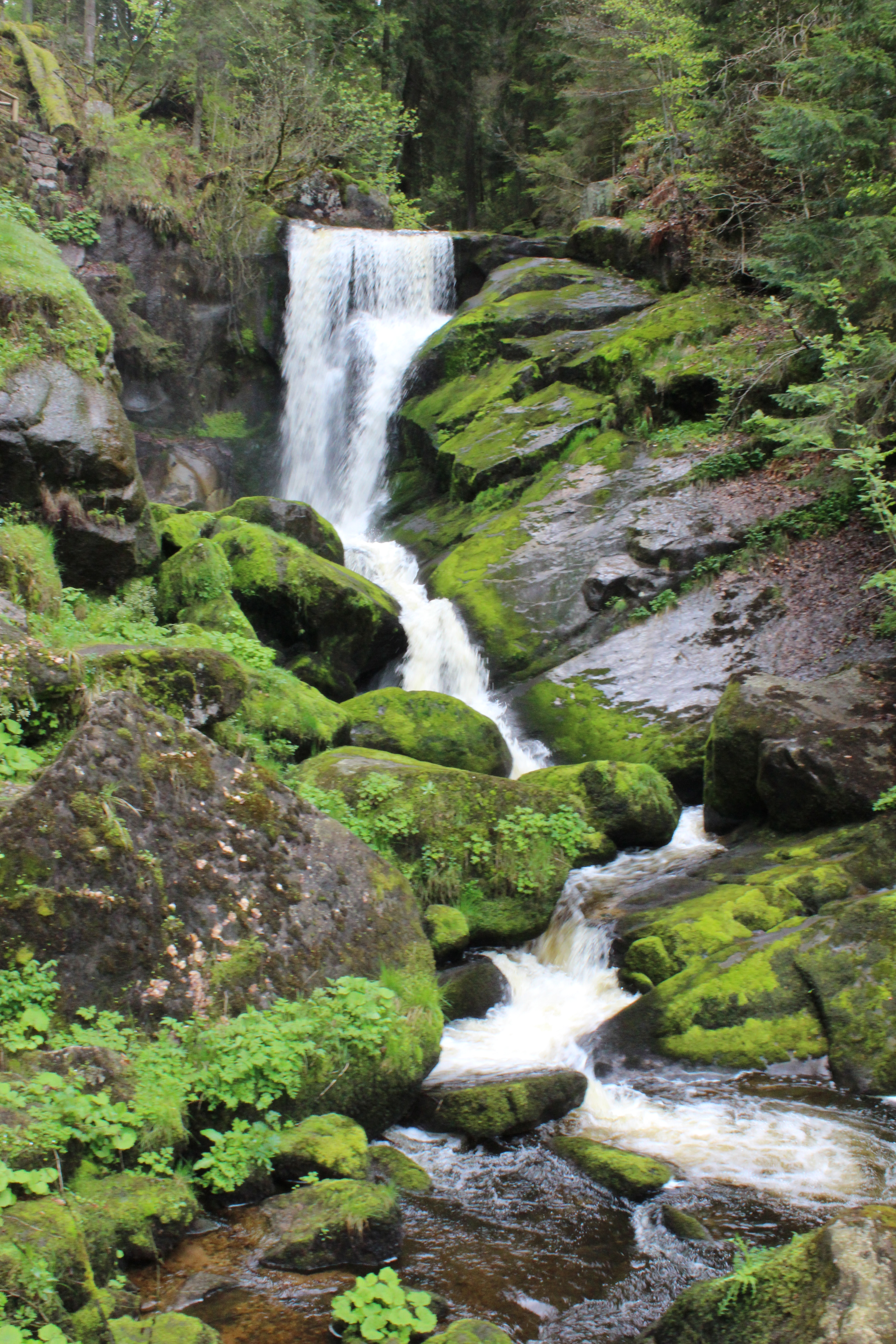
1. Hauptstufe
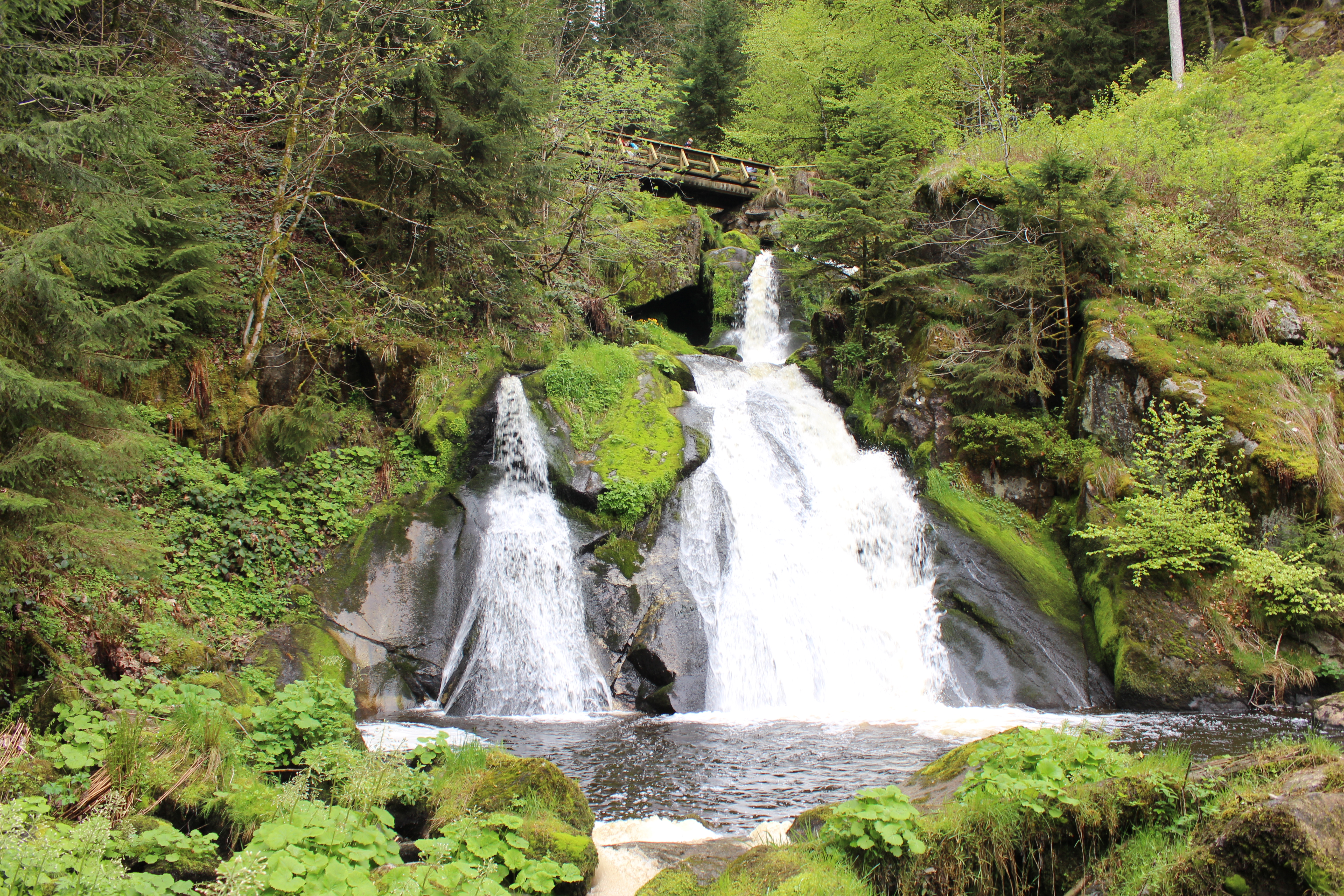
3. Hauptstufe
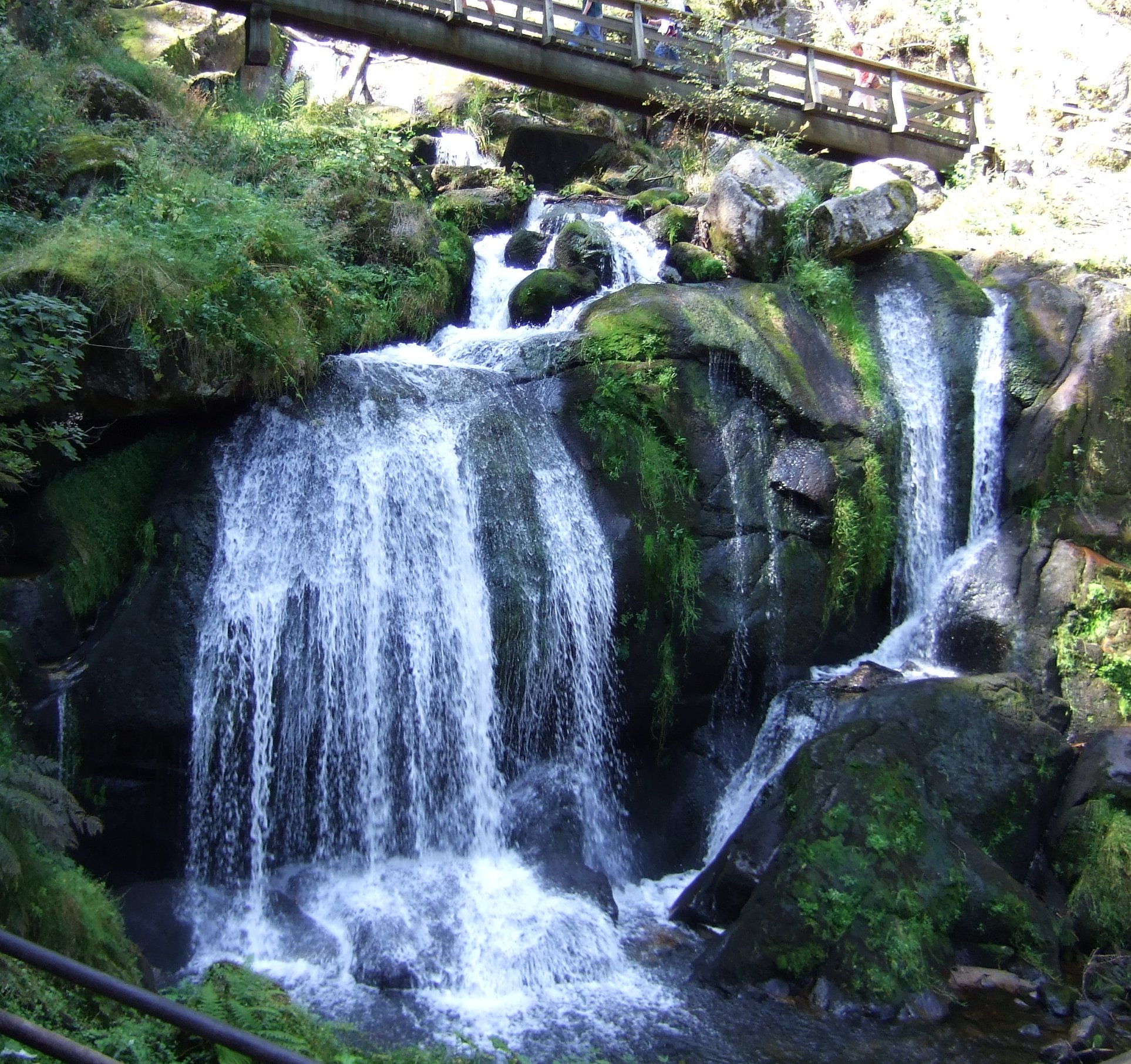
4. Hauptstufe
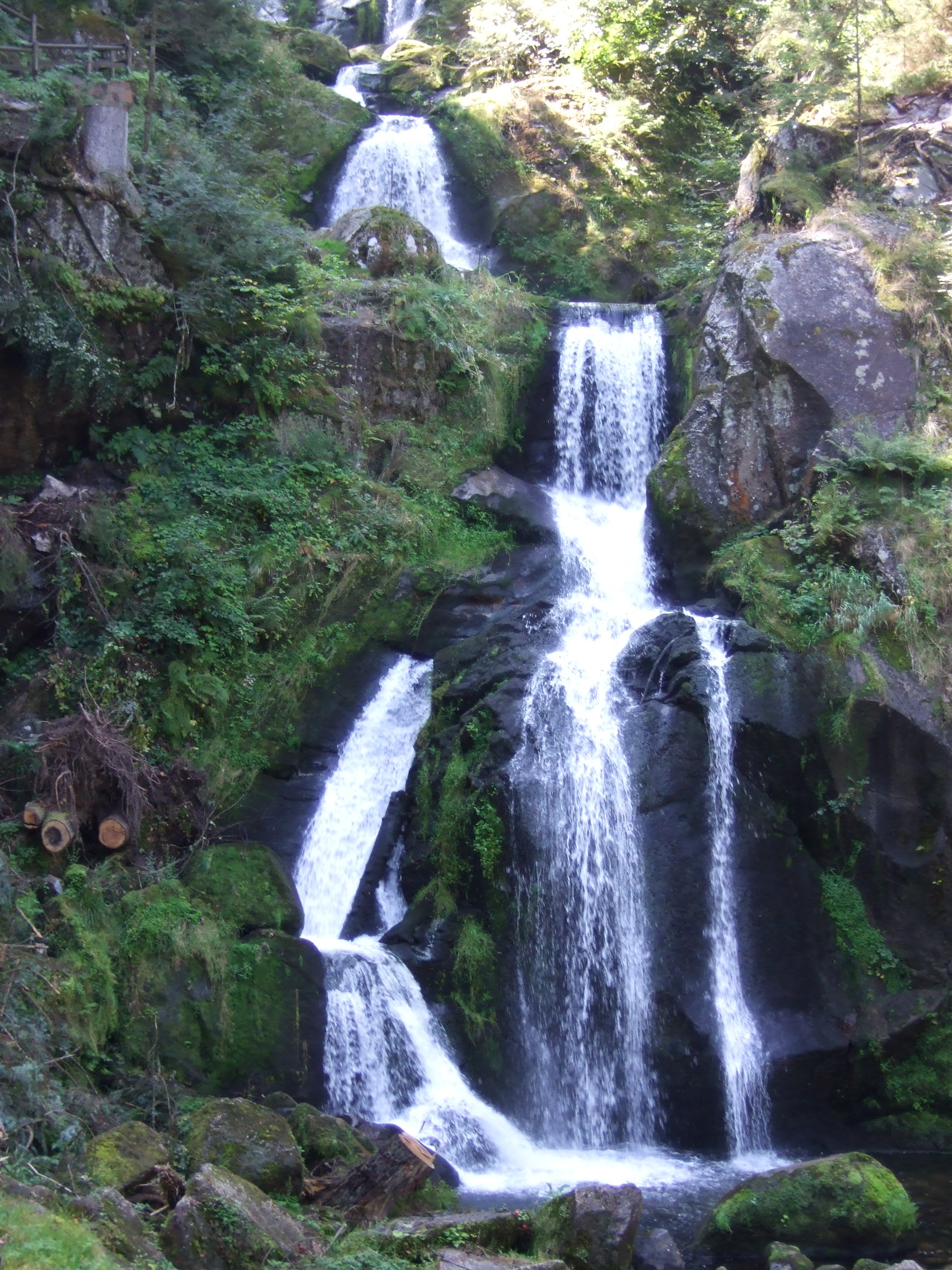
Untere Stufen